# 克雷布湖
47°37′11″N 11°09′47″E / 47.61970°N 11.16304°E

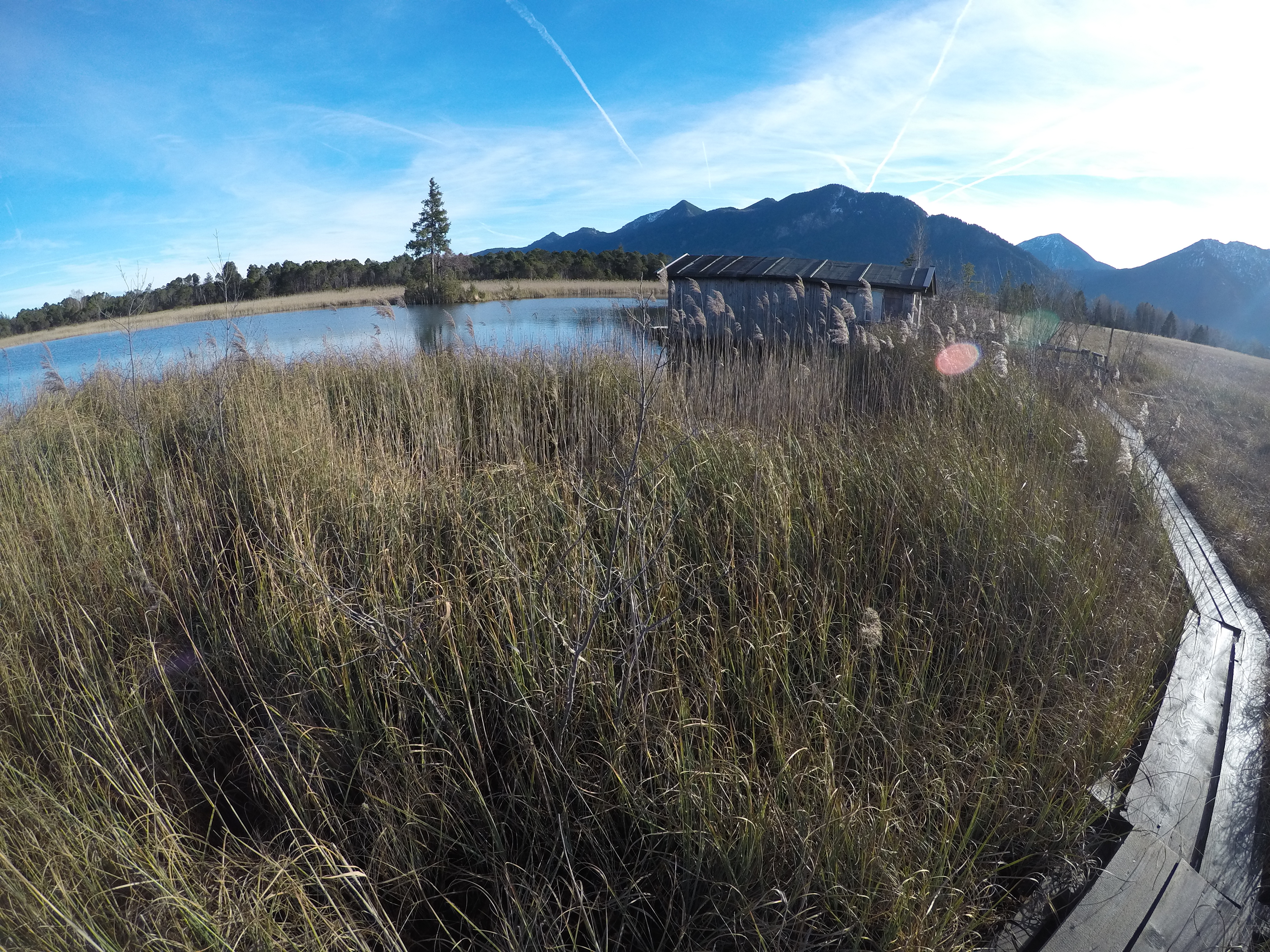

克雷布湖（德語：Krebssee），是德國的湖泊，位於該國東南部，由巴伐利亞州負責管轄，處於埃申洛厄附近，長0.4公里、寬0.1公里，該湖泊海拔高度為626米。